# Теплень (Минская область)
Теплень (бел. Це́плень) — деревня в Узденском районе Минской области Беларуси. Входит в Дещенский сельсовет.

## География
Находится в 32 километрах к востоку от районного центра — города Узда, в 46 километрах от областного центра — города Минска.
Через поселок проходит дорога Н9845, соединяющая деревню с трассой Р23 и окрестными селами.

## История
До 30 октября 2009 года деревня входила в состав Тепленского сельсовета.

## Население

### Численность
- 2009 год — 248 человек

### Динамика
- 2003 год — 259 человек, 104 двора
- 2009 год — 248 человек (перепись населения)

## Инфраструктура
- Дом культуры
- Клуб
- Торговые объекты
- Храм Святой праведной Анны
- Спортивный комплекс
- Детский сад

Также обустраиваются новые дома и коттеджи, построен многоквартирный дом.

## Спорт
На территории деревни расположен футбольный стадион, на котором иногда проводятся матчи ФК «Узда».

## Экономика
На территории деревни расположен филиал СКХ ЗАО «ВИТЭКС», направлением деятельности которого является пищевая промышленность. Предприятие выкупило в 2004 году СПК «Теплень» и на его базе был создан новый филиал ЗАО «ВИТЭКС» — СХК «Витэкс». Создана пчелопасека, специалисты регулярно собирают урожай яблок из собственного сада, площадь которого планируется расширять; построено плодохранилище; создаются производственные мощности по переработке плодоовощной и мясной продукции.

## Культура
- Дом культуры

## Достопримечательность
- Городище периода раннего железного века, на северной окраине деревни Теплень —  Историко-культурная ценность Республики Беларусь, шифр 613В000629.
- Братская могила партизан и советских воинов
- Храм Святой праведной Анны